# Takrur
Takrur – jedno z mniejszych państw Afryki Zachodniej w epoce żelaza, którego rozkwit przypadł mniej więcej na ten sam okres co Imperium Ghany. Położony w dolinie Senegalu, wzdłuż dzisiejszej granicy Senegalu i Mauretanii, był ośrodkiem handlowym, gdzie sprzedawano złoto z regionu Bambouk, sól z Awlil, zboże z Sahelu i niewolników z południa. Takrur przyjął islam w XI stuleciu przed Ghaną i za panowania Labiego (zmarł na przełomie 1040/41), pierwszego władcy który przeszedł na islam, walczył po stronie berberyjskich Almorawidów w wojnie z Imperium Ghany. Jako wcześni wyznawcy islamu, ludzie Takrur odegrali ważną rolę we wprowadzaniu tej religii do zachodniej Afryki. Ostatecznie Takrur wchłonięte zostało przez państwa Dżolof i Songhaj.